# Quercus lobbii
Quercus lobbii — вид рослин з родини букових (Fagaceae), поширений у Китаї й Індії.

## Опис
Дерево заввишки до 15 метрів. Гілочки голі, з круглими, сіро-коричневими сочевичками. Листки ± шкірясті, довгасто-еліптичні, рідко зворотно-яйцюваті, 7–13 × 3–5 см; верхівка загострена; основа вузько закруглена або клиноподібна; край зазубрений на верхівкових 3/4; верх блискучий зелений, голий; низ білувато-жовтий, густо-зірчасто волохатий; ніжка листка гола, 15–20 мм завдовжки. Жолуді майже кулясті або широко яйцюваті, завдовжки 15 мм, у діаметрі 12 мм; чашечка завдовжки 8 мм й 15 мм завширшки, з 6–8 концентричними кільцями, укриває від 1/3 до 1/2 горіха; дозрівають на другий рік.

## Середовище проживання
Поширення: пн.-сх. Індія (гори Хасія, на 1500 м), Китай (зх. Юньнань, 2800–3300 м); зростає розкидано в гірських лісах.